# Chrysallida cancellata
Chrysallida cancellata is een slakkensoort uit de familie van de Pyramidellidae. De wetenschappelijke naam van de soort werd in 1841 voor het eerst geldig gepubliceerd door Alcide d'Orbigny.